# طقسوديوم أصلع
تاكسوديم (الاسم العلمي: Taxodium distichum)، هو نبات ينتمي إلى سروية (فصيلة: Cupressaceae).

## معرض صور

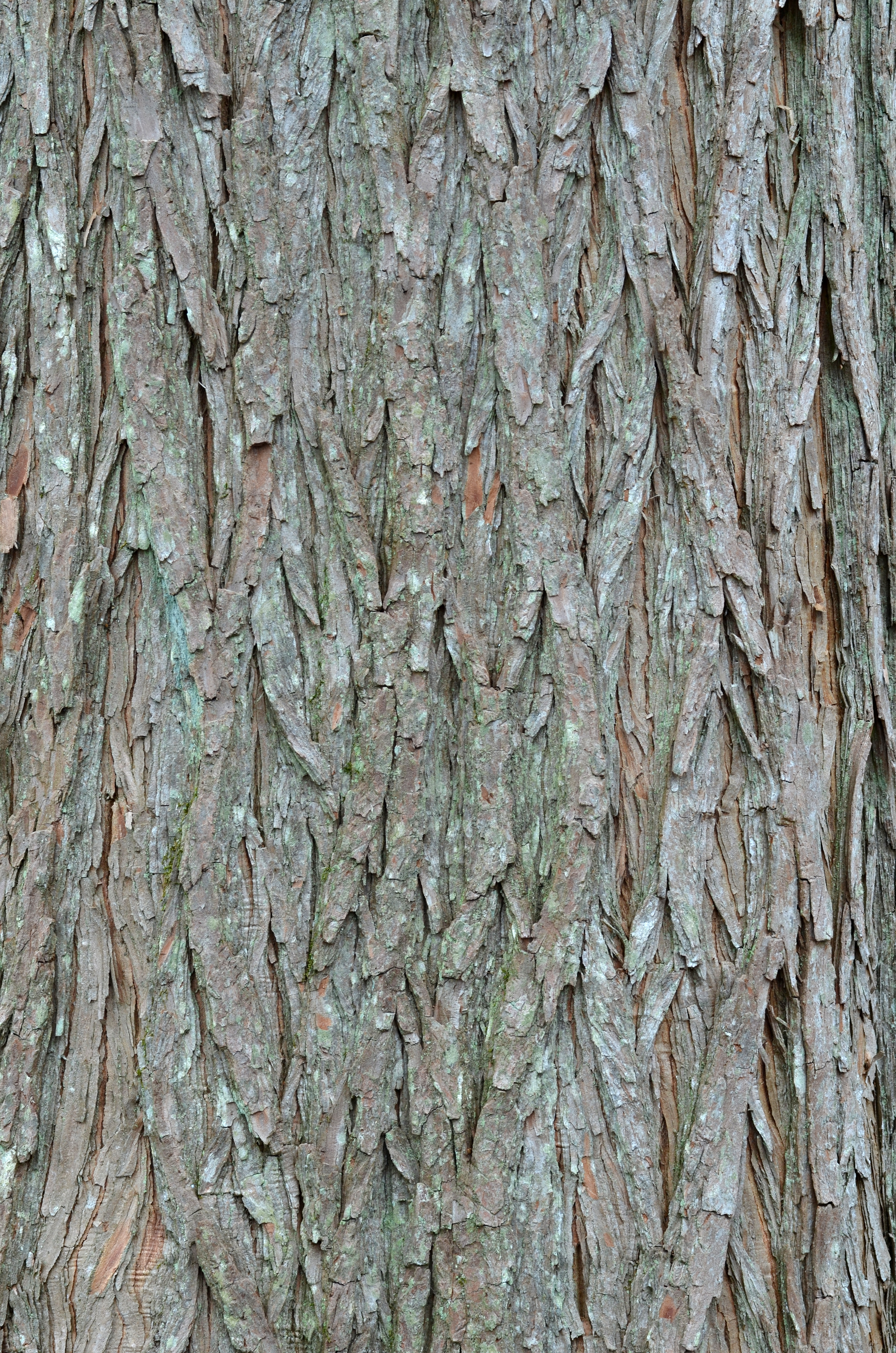
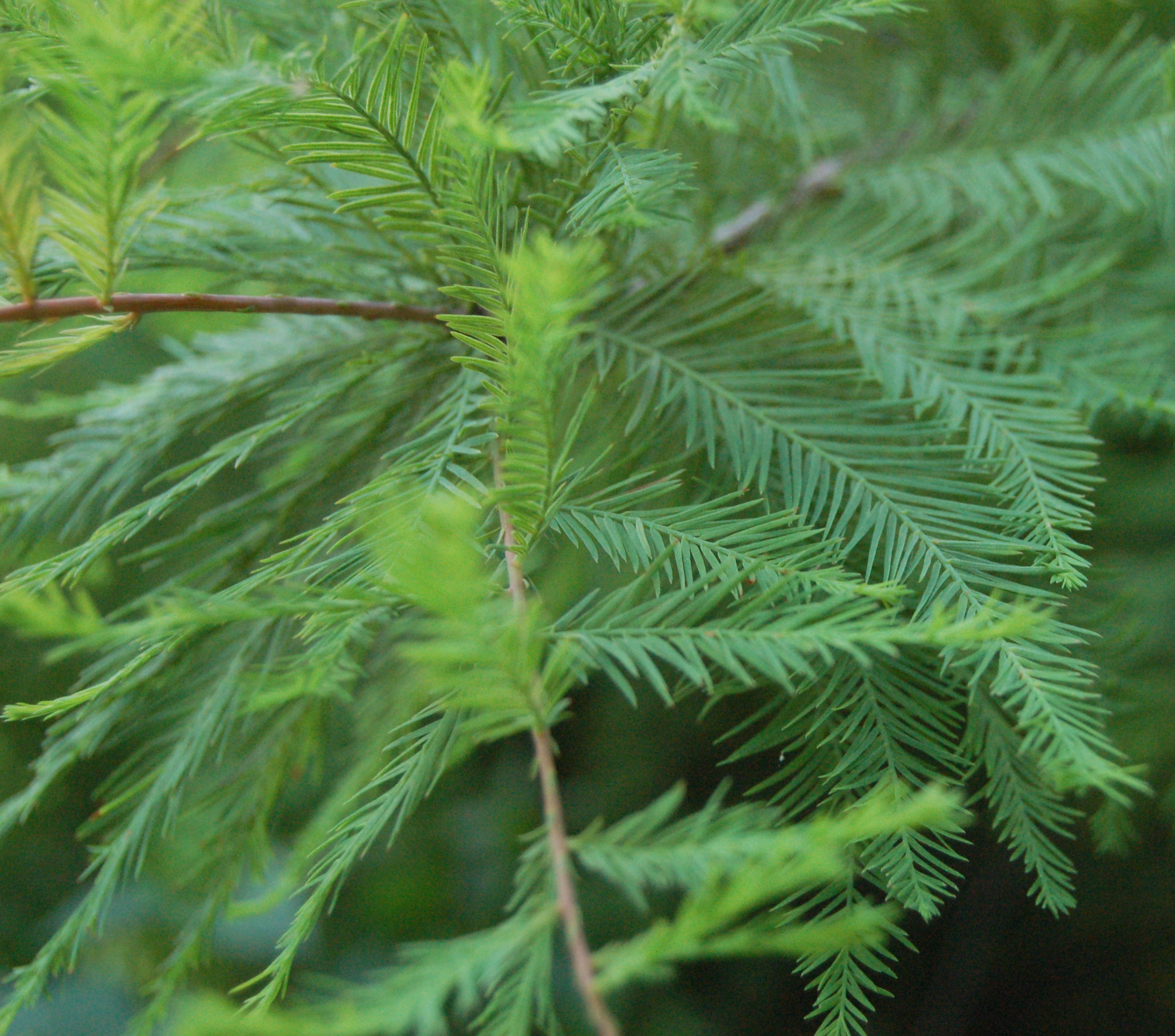
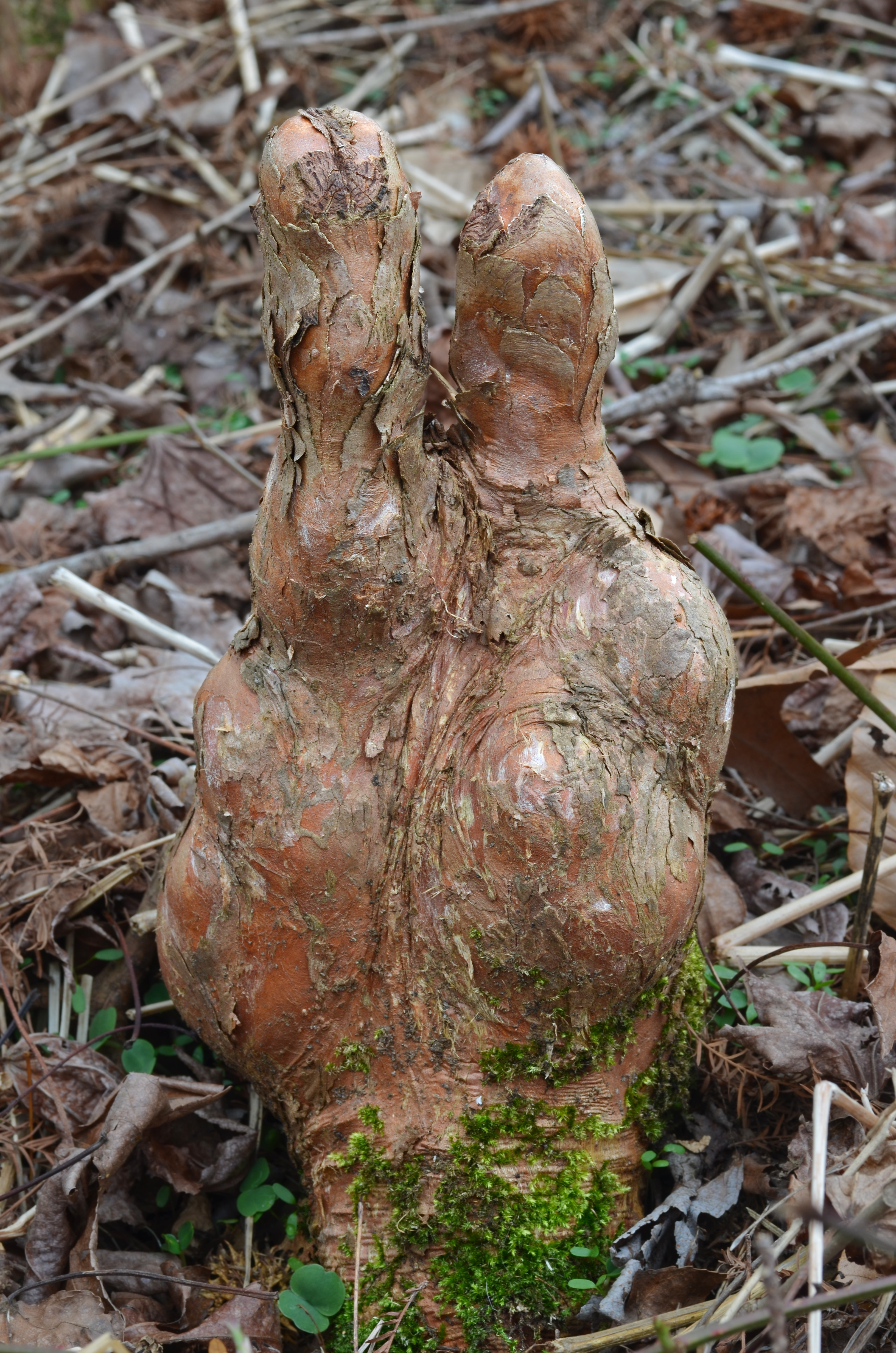
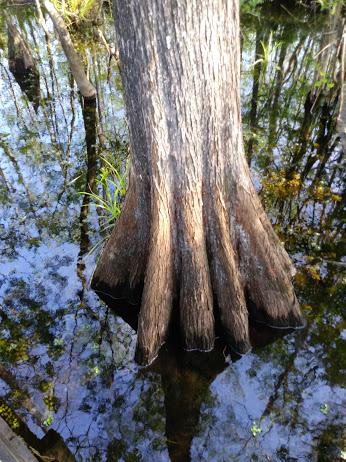
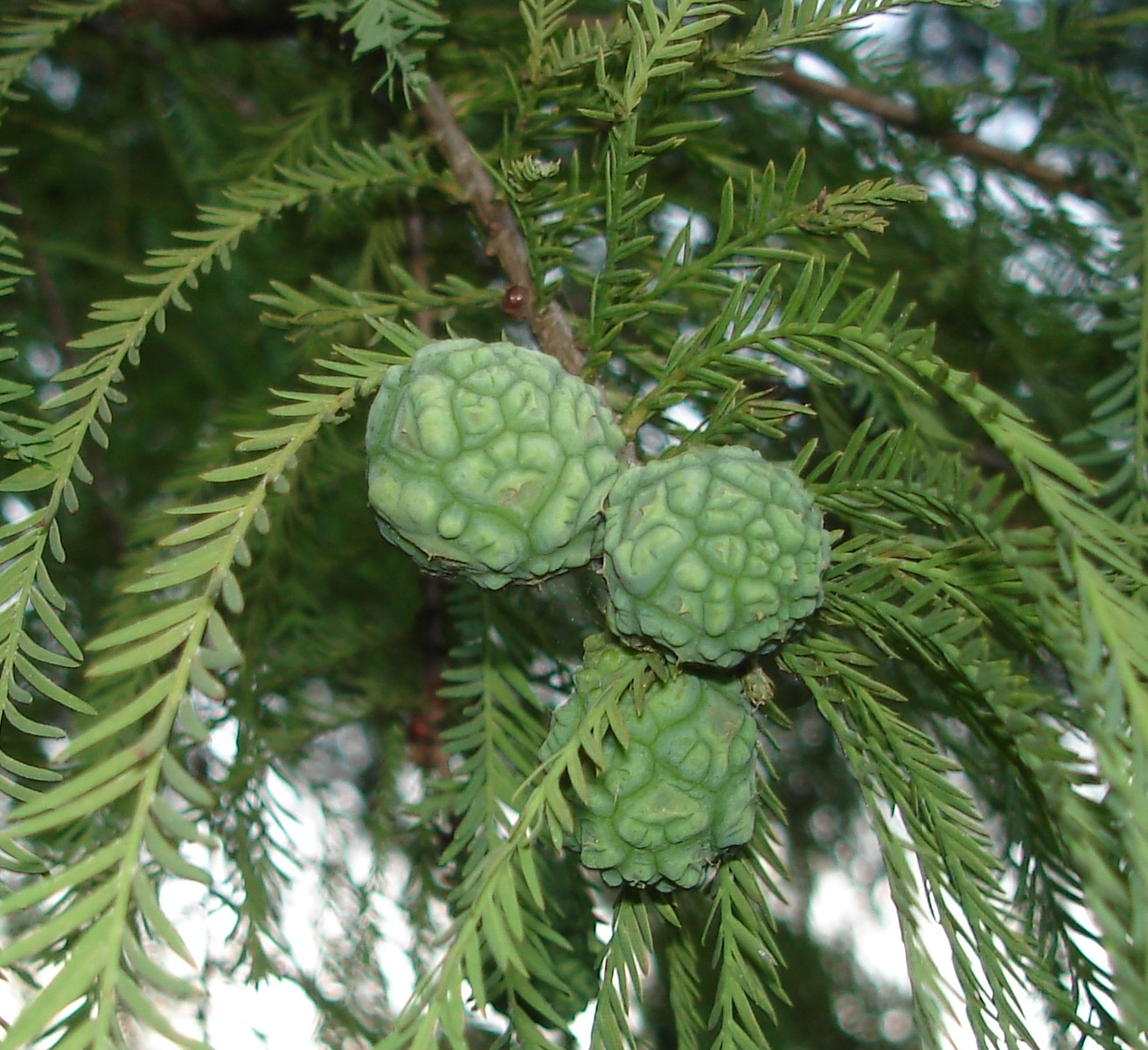